# Obniżenie Ścinawskie
Obniżenie Ścinawskie – mezoregion fizycznogeograficzny (318.43) w południowo-zachodniej Polsce.

## Lokalizacja
Obniżenie Ścinawskie (Ścinawski Przełom Odry, Kotlina Ścinawska), położone jest w południowo-zachodniej Polsce, w środkowo-północnej części województwa dolnośląskiego, w środkowej części Wału Trzebnickiego. W centralnej części obniżenia położona jest miejscowość Ścinawa. Od północy graniczy z Pradoliną Głogowską, od wschodu z Wzgórzami Trzebnickimi, od południa z Pradoliną Wrocławską, od południowego wschodu z Wysoczyzną Roscisławską i od północnego zachodu z Wzgórzami Dalkowskimi.

## Opis
Jest to region naturalny, fragment doliny Odry wraz z jej prawobrzeżnym dopływem Jezierzycą, leżący wzdłuż Odry. Stanowi przełomową dolinę Odry, przecinającą w połowie Wał Trzebnicki. Obniżenie o szerokości od 6-7 km i długości ok. 33 km w kształcie prostokąta o powierzchni ponad 200 km² jest niecką położoną na wysokości ok. 90 m n.p.m., która, będąc podjednostką Wału Trzebnickiego, stanowi teren o podobnym charakterze. Cechuje się asymetrią poprzeczną – Odra płynie po zachodniej stronie dna doliny, wschodnią część dna doliny zajmuje rozbudowany system teras rzecznych. Południową część zajmują tereny leśne, północna część ma charakter rolniczy pokryty łąkami i polami uprawnymi, poprzecinana jest w części zalewowej starorzeczami.

### Krajobraz
Krajobraz obniżenia przedstawia krajobraz nizinny. Najwyższe położenie terenu nie przekraczają 110 m n.p.m. Cały obszar jest lekko pofałdowany, poprzecinany w części zalewowej starorzeczami. Jest to teren częściowo zalesiony, znacznie zaludniony o charakterze rolniczym. Większość obszaru zajmują pola uprawne. Krajobraz jest przeobrażony, znacznie zurbanizowany. Obszar obniżenia jest ciekawy krajobrazowo, o rozległych widokach. Występują niewielkie pasy zieleni z drzew liściastych wzdłuż koryt rzek oraz w formie przydomowych nasadzeń.

### Budowa
Obniżenie zajmuje południowy fragment monokliny przedsudeckiej, zbudowanej z kompleksu skał permu i triasu przykrytego utworami trzeciorzędowymi i czwartorzędowymi. Osady trzeciorzędu zalegają niezgodnie grubą warstwą, na utworach triasu. Występują tu utwory zaliczone do górnych pięter paleogenu, wykształcone w postaci piasków szarych, różnoziarnistych i mułowców z wkładkami węgla i lignitów. Wyższe piętra trzeciorzędu budują iły, mułki, piaski i węgiel brunatny. Budowa geologiczna obniżenia jest zróżnicowana. W części położonej w obrębie doliny Odry pod warstwą gleby występują w warstwach dochodzących do kilkudziesięciu metrów, czwartorzędowe holoceńskie i plejstoceńskie piaski, pospółki i żwiry, leżące na trzeciorzędowych iłach i piaskach, pochodzenia lodowcowego.

### Klimat
Obniżenie położone jest w obszarze klimatycznym strefy klimatu przejściowego Europy Środkowej pod średnim wpływem klimatu oceanicznego oraz słabym wpływem klimatu górskiego. Panujące warunki klimatyczne nie są zbyt sprzyjające do rozwoju i wegetacji roślin. Duży wpływ na zróżnicowanie klimatu ma położenie. Cechą klimatu jest duża nieregularność, zmienność oraz aktywność atmosferyczna. Największa zmienność klimatu występuje w zimie. Najbardziej zmienne jest ciśnienie atmosferyczne, temperatura i wilgotność powietrza. Przeciętne opady atmosferyczne regionu wynoszą od 600 do 700 mm. Średnio w roku występuje ponad 110 dni deszczowych, w tym największe nasilenie opadów występuje we wrześniu. Klimat jest umiarkowany ciepły, o dużej wilgotności naturalnej powietrza i łagodnej temperaturze, warunki ekstremalne występują sporadyczne. Zima trwa od 50 do 70 dni, a lato od 90 do 110 dni. Średnia roczna temperatura wynosi +8,4 °C, średnia temperatura lipca waha się między +17 a +19 °C, a średnia temperatura stycznia między −3 a −1 °C. Przeważają dni pochmurne oraz wiatry zachodnie i północno-zachodnie, przeważnie dość silne i porywiste.

## Wody
Obniżenie należy do zlewiska Morza Bałtyckiego, położone jest w dorzeczu Odry. Największą rzeką jest Odra, zbierająca wraz ze swoimi dopływami wody z obniżenia.